# 21e étape du Tour d'Espagne 2011
La 21e étape du Tour d'Espagne 2011 s'est déroulée le dimanche 11 septembre 2011. Le circuit de Jarama est le site de départ et Madrid est la ville d'arrivée. Il s'agit d'une étape de plaine sur 94 kilomètres. En juillet 2019, Cobo est déclassé pour dopage et perd tous ses résultats acquis sur la Vuelta 2011.
Comme d'habitude, la Vuelta s'achève à Madrid, capitale de l'Espagne, en plein cœur de la métropole : Gran Vía, rue d'Alcalá, boulevard du Prado (es) et place de Cybèle.

## Classement de l'étape
|    | Coureur             | Pays      | Équipe              | Temps | Temps           |
| -- | ------------------- | --------- | ------------------- | ----- | --------------- |
| 1  | Peter Sagan         | Slovaquie | Liquigas-Cannondale | en    | 2 h 20 min 59 s |
| 2  | Daniele Bennati     | Italie    | Team Leopard-Trek   | +     | m.t.            |
| 3  | Alessandro Petacchi | Italie    | Lampre-ISD          |       | m.t.            |
| 4  | John Degenkolb      | Allemagne | Team HTC-Highroad   |       | m.t.            |
| 5  | Nikolas Maes        | Belgique  | Quick Step          |       | m.t.            |
| 6  | Pim Ligthart        | Pays-Bas  | Vacansoleil-DCM     |       | m.t.            |
| 7  | Christopher Sutton  | Australie | Team Sky            |       | m.t.            |
| 8  | Koen de Kort        | Pays-Bas  | Skil-Shimano        |       | m.t.            |
| 9  | Bauke Mollema       | Pays-Bas  | Rabobank            |       | m.t.            |
| 10 | Vicente Reynés      | Espagne   | Omega Pharma-Lotto  |       | m.t.            |

## Classement général
|     | Coureur               | Pays        | Équipe              |    | Temps            |
| --- | --------------------- | ----------- | ------------------- | -- | ---------------- |
| dsq | Juan José Cobo        | Espagne     | Geox-TMC            | en | 84 h 59 min 31 s |
| 2   | Christopher Froome    | Royaume-Uni | Team Sky            | +  | 13 s             |
| 3   | Bradley Wiggins       | Royaume-Uni | Team Sky            |    | 1 min 39 s       |
| 4   | Bauke Mollema         | Pays-Bas    | Rabobank            |    | 2 min 03 s       |
| 5   | Denis Menchov         | Russie      | Geox-TMC            |    | 3 min 48 s       |
| 6   | Maxime Monfort        | Belgique    | Team Leopard-Trek   |    | 4 min 13 s       |
| 7   | Vincenzo Nibali       | Italie      | Liquigas-Cannondale |    | 4 min 31 s       |
| 8   | Jurgen Van den Broeck | Belgique    | Omega Pharma-Lotto  |    | 4 min 45 s       |
| 9   | Daniel Moreno         | Espagne     | Team Katusha        |    | 5 min 20 s       |
| 10  | Mikel Nieve           | Espagne     | Euskaltel-Euskadi   |    | 5 min 33 s       |

## Classements annexes

### Classement par points
|   | Cycliste          | Pays     | Équipe            | Points |
| - | ----------------- | -------- | ----------------- | ------ |
| 1 | Bauke Mollema     | Pays-Bas | Rabobank          | 122    |
| 2 | Joaquim Rodríguez | Espagne  | Katusha           | 115    |
| 3 | Daniele Bennati   | Italie   | Team Leopard-Trek | 101    |

### Classement du meilleur grimpeur
|     | Cycliste         | Pays    | Équipe           | Points |
| --- | ---------------- | ------- | ---------------- | ------ |
| 1   | David Moncoutié  | France  | Cofidis          | 63     |
| 2   | Matteo Montaguti | Italie  | AG2R La Mondiale | 56     |
| dsq | Juan José Cobo   | Espagne | Geox-TMC         | 42     |

### Classement du combiné
|     | Cycliste           | Pays        | Équipe   | Points |
| --- | ------------------ | ----------- | -------- | ------ |
| dsq | Juan José Cobo     | Espagne     | Geox-TMC | 9      |
| 2   | Christopher Froome | Royaume-Uni | Sky      | 16     |
| 3   | Bauke Mollema      | Pays-Bas    | Rabobank | 17     |

### Classement par équipes
|   | Équipe            | Pays       | Temps | Temps             |
| - | ----------------- | ---------- | ----- | ----------------- |
| 1 | Geox-TMC          | Espagne    | en    | 254 h 32 min 28 s |
| 2 | Team Leopard-Trek | Luxembourg | +     | 10 min 19 s       |
| 3 | Euskaltel-Euskadi | Espagne    |       | 16 min 44 s       |

## Abandon
Pas d'abandon